# ウィリアム・ヒアド・キルパトリック
ウィリアム・ヒアド・キルパトリック（William Heard Kilpatrick, 1871年11月20日 - 1965年2月13日）は、アメリカ合衆国の教育学者。ジョン・デューイの弟子で、同僚、かつコロンビア大学での後継者である。

## 生涯・人物
ジョージア州ホワイト・ブレインズに生まれる。彼の父親はバプティスト派の牧師。父親の影響で、バプティスト派のカレッジ、後のマーサー大学に学び、ここを卒業。その後一年半、ジョンズ・ホプキンス大学の大学院に学び、高等学校の数学の教師になった。その後、マーサー大学で教鞭をとる。
1898年、シカゴ大学での教師のためのサマーセミナーにて初めてジョン・デューイに出会う。
1907年、コロンビア大学の教育学部に再入学、デューイに再会。教育哲学を志す決心を固め、デューイの下で学ぶことになる。以来1952年のデューイの死に至るまで両者の緊密な共同研究が始まる。
1919年、デューイとキルパトリックは、プロジェクト・メソッドというアイディアを提唱。共同でプロジェクト・メソッドの構想とその基礎理論と実践方法を次々と発表、世界的に反響を生む。
1965年2月13日、ニューヨークで死去。93歳没

## 文献
- John A. Beineke: And there were giants in the land : the life of William Heard Kilpatrick. New York : P. Lang 1998 ISBN 0-8204-3773-5
- Heinrich Pfeiffer:  The people picture with William Heard Kilpatrick . Mainz 1956 (thesis)